# Eximus IV
Eximus IV est un véhicule électrique qui a remporté le prix du véhicule le plus économe en énergie au monde lors de la compétition de Delsbo Electric. Le véhicule a l'aspect d'une voiture mais se déplace sur des rails.

## Historique
Eximus IV a été construit par une équipe d'ingénieurs suédois de l’université de Dalécarlie. C'est devenu le véhicule le plus économe en énergie en battant le précédent record établi par un autre véhicule : Eximus III qui fut construit par la même équipe de chercheurs.

## Caractéristiques techniques
| Consommation électrique | 0,517 Wh par km et par personne |
| Nombre de places        | 6                               |
| Distance parcourue      | 3,36 km                         |
| Énergie utilisée        | Électrique                      |
| Alimentation            | Sur batterie                    |